# Freycinetia tawadana
Freycinetia tawadana är en enhjärtbladig växtart som beskrevs av Arika Kimura. Freycinetia tawadana ingår i släktet Freycinetia och familjen Pandanaceae. Inga underarter finns listade.